# Cobly
Cobly is een van de 77 gemeenten (communes) in Benin. De gemeente ligt in het departement Atacora en heeft een oppervlakte van 825 km². Cobly telt 67.603 inwoners (2013). De gemeente is opgedeeld in vier arrondissementen:
- Cobly
- Datori
- Kountori
- Tapoga

De gemeente werd opgericht in 1978. Op 8 juni 2020 werd Séraphin Nambina burgemeester van Cobly.
De landbouw is de belangrijkse economische sector. Belangrijkste handelsgewassen zijn katoen en pindanoten.

## Geografie
Cobly grenst in het westen aan Togo. De gemeente ligt op een schiervlakte (peneplain van Gourma) op een hoogte tussen 128 en 472 meter. Een hoog punt is de Yimpognanmou. Het landschap bestaat uit savanne met verspreide bossen langs de waterlopen. Door de gemeente lopen geen grote rivieren. De aanwezige waterlopen drogen op in het droge seizoen, wanneer de harmattan waait. Het klimaat telt een droog seizoen van november tot april en een regenseizoen van mei tot oktober.

## Bevolking
In 2002 telde Cobly 46.660 inwoners. In 2013 waren dit 67.603 inwoners.
De Bèberbè vormen de belangrijkste bevolkingsgroep (ongeveer 70%) De bevolking bestaat verder uit Gangamba, Kountéimba, Gourmantcheba, Bètammaribè, Tchokossi, Fulbe en Dendi.
In 2002 beleed 82% van de bevolking een inheemse godsdienst, 7% was katholiek, 1,5% protestants en 3,6% moslim.
Opm: Bevolkingscijfers in duizendtallen
Bron: Cobly, Commune in Benin; 1979-2013: volkstellingen
Bron: Institut National de la Statistique Benin; 2013: volkstelling
- Nationale Bibliotheek van Israël: 987007473617605171
- Virtual International Authority File: 127806162